# André Amaro
André Amaro, né le 13 août 2002 à Coimbra au Portugal, est un footballeur portugais qui évolue au poste de défenseur central à Al-Rayyan SC.

## Biographie

### En club
Né à Coimbra au Portugal, André Amaro est formé par le Naval 1º de Maio et l'Académica de Coimbra avant de rejoindre en 2018 le Vitória SC. C'est avec ce club qu'il commence sa carrière professionnelle, jouant son premier match le 21 décembre 2020, à l'occasion d'une rencontre de première division portugaise face au CD Santa Clara. Il entre en jeu à la place de Pepelu et son équipe s'impose sur le score de quatre buts à zéro.
André Amaro inscrit son premier but en professionnel le 30 avril 2021, lors d'une rencontre de championnat face au Moreirense FC. Titulaire, il ouvre le score de la tête sur un service de Rochinha, et son équipe l'emporte par deux buts à zéro,. Le 25 mai 2021, Amaro prolonge son contrat avec le Vitória, étant alors lié au club jusqu'en juin 2025, avec une clause libératoire de 50 millions d'euros.
Le 9 août 2023, André Amaro rejoint le Qatar afin de signer en faveur d'Al-Rayyan SC pour un contrat de trois ans.

### En sélection
André Amaro joue son premier match avec l'équipe du Portugal espoirs, le 24 septembre 2022 contre la Géorgie. Il est titularisé en défense centrale lors de ce match remporté par son équipe sur le score de quatre buts à un.